# アブ・ムハンマド・マクディーシ
アブ・ムハンマド・アル＝マクディーシ（アラビア語: أبو محمد المقدسي、英語: Abu Muhammad al-Maqdisi、1959年7月3日 - ）は、イスラム法学者。本名はイッサム・ムハンマド・タヘル・アル＝ブルガウィ（アラビア語: عصام محمد طاهر البرقاوي、英語: Issam Muhammad Taher Al-Burgawi）。
ナーブルス生まれ。クウェートに移住し、湾岸戦争後ヨルダンに帰還した。
超保守派で、イラクの聖戦アル＝カーイダ組織の指導者アブー・ムスアブ・アッ＝ザルカーウィーの師とされる。
2014年10月、テロ扇動容疑でヨルダン当局に逮捕され、2015年2月5日釈放された。翌6日、地元テレビのインタビューに応じ、ISILがヨルダン軍パイロットムアズ・カサースベを殺害する映像を発表したことについて「狂気の行為だ」と非難した。